# أبردينشاير

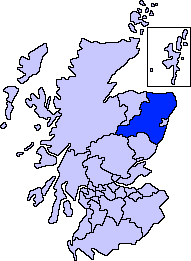
مقاطعة أبردينشاير

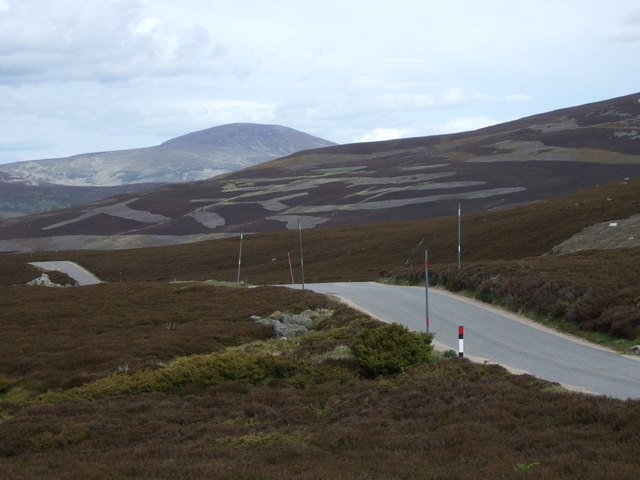
Aberdeenshire

أبردينشاير (بالإنجليزية: Aberdeenshire)‏ مقاطعة بحرية تقع في شمال شرقي اسكتلندا. لا تعتبر أبردين جزءاً من المقاطعة الحالية. الحرف الرئيسية في المقاطعة هي الزراعة، صيد الأسماك، ورعي البقر. من أهم المعالم الموجودة في المقاطعة القصر الملكي البريطاني الحديث وقلعة بالمورال في بريمار.

## أعلام
- جيمس ليزلي ميتشيل
- ألكسندر غاردن
- وليم روبرتسون سميث
- باتريك غوردون
- آرثر كيث